# 반민족행위특별조사위원회 본부 습격 사건
반민족행위특별조사위원회 본부 습격 사건은 1949년 6월 6일 한밤중에 중부 경찰서장 윤기병이 지휘하는 40명의 무장경찰이 반민족행위특별조사위원회(이하 “반민특위”) 본부를 습격하여 특위 위원과 산하 특경대원을 무장해제시키고 체포ㆍ고문한 사건이다. 6.6 사건 또는 반민특위 습격 사건, 특경대 습격 사건 등으로도 불린다.

## 배경
반민특위가 진행됨에 따라 친일파들이 구속되기 시작한다. 이에 따라 노덕술 등 친일파들이 반민특회를 와해시키기 위해 독립운동가 백민태를 고용해 정부 요인들을 암살 시도하였으나 백민태가 자수해 미수로 그치기도 한다.
1949년 5월부터 김약수 등 국회의원 13명을 남로당과 접촉하고 공산당에 협조한 혐의로 구속하기도 한다. 이들은 대부분 반민특위에 참여한 진보 계열 인사로서 이들이 체포되면서 반민특위의 지위도 흔들리게 된다.
그럼에도 반민특위는 흔들리지 않았다.
1949년 6월 4일 서울시경 사찰과장, 친일 경찰 최운하와 종로서 사찰주임 조응선은 반민특위를 위협하는 대중시위를 조직하던 것이 드러나 반민특위에 체포되었다.
내무차관 장경근과 치안국장 이호는 반민특위에 최운하를 석방하지 않을 경우 실력행사를 하겠다는 위협하였다.

## 경과
반민특위가 석방을 거부하자 이들은 내무차관 장경근, 치안국장 이호, 시경국장 김태선의 주도로 6월 6일 오전 7시에 중부 경찰서장 윤기병의 지휘 하에 반민특위 본부 사무실을 습격하여 특경대장 오세륜 등 특경대원 35명을 폭행하고 중부 경찰서와 기타 경찰서로 분산 감금하였다. 이날 현장에 있던 특별검찰관 곽상훈은 몸수색을 당하고 권승렬 특별검찰부장 은 경찰에게 권총을 압수당하고 반민특위 사무실의 서류와 집기도 탈취 당하였다. 이날 강원도 조사부에서도 특경대원이 춘천 경찰서에 의해 무장해제 당했고, 6월 8일에는 충북 경찰청이 충청북도 조사부의 특경대 해산을 요구하였다. 6월 6일 오후에는 서울시경 사찰과 소속 경찰 440명은 반민특위의 간부 교체, 특경대 해산, 그리고 경찰의 신분보장을 요구하며 집단 사표를 제출하고 6월 7일에는 서울시 경찰국 9천여 명이 6월 6일 결의문이 지켜지지 않을 경우는 총사퇴하겠다고 정부를 압박하였다. 이에 이승만은 6월 9일에 경찰에 대한 선처를 약속하고 업무 복귀를 요청하였다.
한편, 사건 발생 직후인 6월 6일 오후 반민특위는 긴급 회의를 갖고 국회에 진상 규명을 제안하였고 국회는 반민특위 원상 복귀와 책임자 처벌을 정부에 요구하였다. 하지만 이승만은 6월 9일 AP 통신사와 가진 기자회견에서, 반민특위 습격은 자신이 직접 지시한 한 것이라고 밝히고 6월 11일에는 반민특위 활동으로 민심이 소요되어 부득이하게 특경대를 해산하였다는 담화문을 발표하며 국회의 요구를 거절하여 반민특위 습격자들을 보호하였다. 이에 국회는 이승만을 압박하기 위하여 의원내각제로의 개헌을 추진한다.
6.6 사건은 반민특위 특경대에 대한 습격으로 시작되었지만 특경대뿐만 아니라 특별조사위원과 검찰관의 가택을 수색하고 특별조사위원회의 사무국과 재판부의 특위관련 서류를 압수하는 등 사전 계획에 의해 진행된 것으로, 이후 반민특위 활동은 급속도로 위축되었다. 반민족행위처벌법(이하 ‘반민법’) 제정 당시부터 지속되어오던 특위위원들에 대한 협박에다 이승만 정권의 특위 사무실 습격이 벌어지고 법무부 장관에서 돌아온 이인 의원의 주도로 7월 6일, 반민법 공소시효 단축을 골자로 하는 정부개정안(반민법 2차 개정안)이 국회를 통과하자, 이에 반대하는 김상덕 위원장을 비롯한 특별조사위원 전원과 특별검찰관, 특별재판관 일부가 사임 의사를 밝혔다. 특위활동의 구심적 역할을 하던 특위위원들의 사퇴하고 친일 비호세력을 주축으로 새로운 특위가 구성됨으로써 반민특위의 활동이 부진하게 되었다.
이후 반민특위 법의 개정으로 동년 9월에는 임기 단축, 10월에 해체되었다.

## 같이 보기
- 반민족행위특별조사위원회
- 반민족행위특별조사위원회 및 정부요인 암살 음모 사건
- 국회 프락치 사건

## 참고 자료
- 강준만, 《한국현대사산책》〈1940년대편 2권〉(인물과사상사, 2004) 155~160쪽.
- 민족정기의 심판
- 반민자죄상기
- 허종, 《반민특위의 조직과 활동-친일파 청산, 그 좌절의 역사 - 현대사총서 3》 선인, 2003-06-25 , ISBN 978-89-89205-51-7
- 이강수, 《반민특위연구》 나남출판, 2003 ISBN 978-89-300-3996-3
- 정운현, 《증언 반민특위-잃어버린 기억의 보고서》 삼인, 1999 ISBN 978-89-87519-25-8반민특위에 직간접으로 관여했던 주요 인사 7인이 말하는 최초의 반민특위 관련 증언집
- 정운현, 《풀어서 본 반민특위 재판 기록》(총4권) 선인문화사, 2009 ISBN 978-89-5933-170-3 1993년 도서출판 다락방에서 출간된 "반민특위 재판기록" 영인본 17권 중 주요 재판기록을 한글로 쉽게 풀어 쓴 책
- 오익환, 《해방전후사의 인식1권 중에서 2.반민특위의 활동과 와해》 한길사, 2004-05-20 ISBN 978-89-356-5542-7반민특위에 대한 이승만과 친일 세력의 방해를 기술